# Jean-Louis Verger
Jean-Louis Verger (Neuilly-sur-Seine, 20 augustus 1826 – Parijs, 30 januari 1857) was een rooms-katholiek priester. Hij was de moordenaar van de aartsbisschop van Parijs Marie-Dominique-Auguste Sibour.

## Levensloop

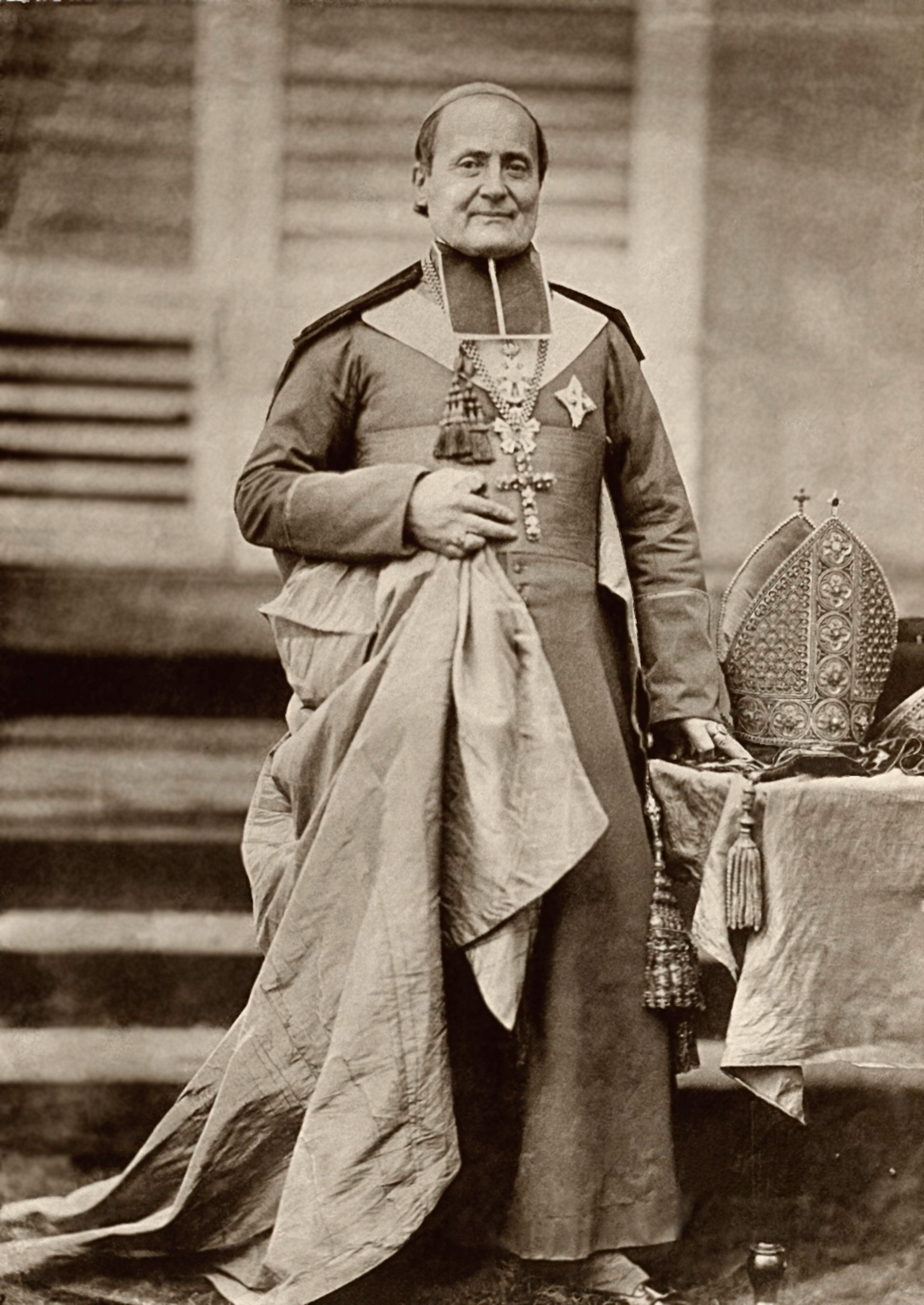
Zijn slachtoffer: Sibour, de aartsbisschop van Parijs

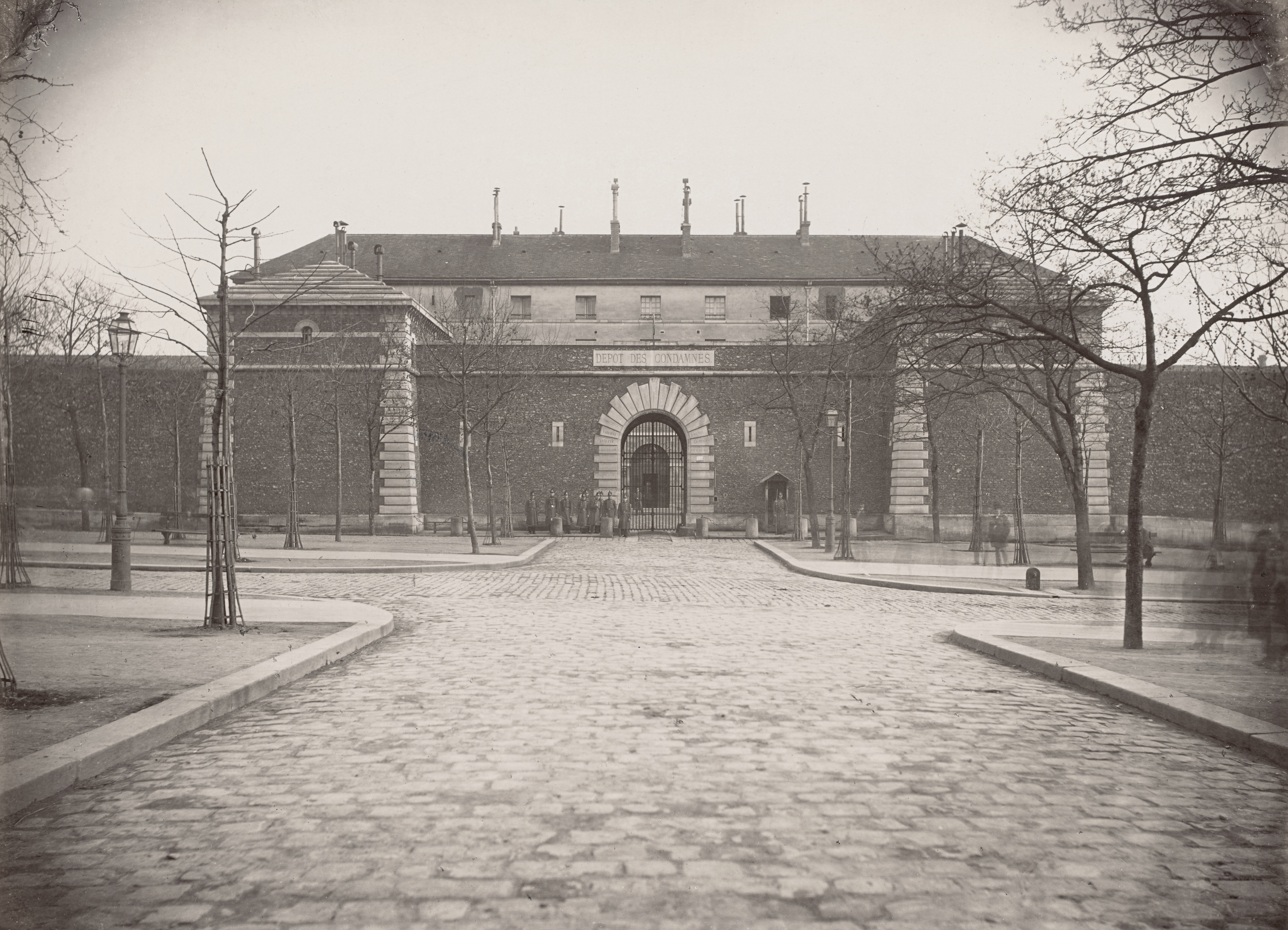
Vleugel van de ter dood veroordeelden, La Roquette-gevangenissen, Parijs

Na zijn priesterstudies werd hij pastoor in Bailly-Carrois in het departement Seine-et-Marne. Hij geraakte bekend als een geestelijke met schulden; zo maakte hij ruzie met geestelijken en rijke parochianen die hem geen geld wilden lenen. Voor het beledigen van priester Legrand in Parijs, die hem evenmin geld wou toestoppen, werd Verger tijdelijk geschorst als priester. Dit betekende voor hem een tijdelijk verlies van inkomsten en nog méér schulden. Verger zette zich aan het schrijven van pamfletten. De toon was anti-Rooms. Hij verweet de Roomse Kerk een gebrek aan naastenliefde om verpauperde geestelijken zoals hem bij te staan. Ook waren zijn geschriften gericht tegen het verplicht celibaat van priesters, want in zijn ogen belette hem dit te huwen met een rijke vrouw.
Zijn afkeer voor de Roomse geestelijkheid bereikte een hoogtepunt met de publicatie van Ineffabilis Deus in 1854; paus Pius IX verkondigde hierin het dogma van de Onbevlekte Ontvangenis van Maria. Voor Verger was dit dogma onnodig en schadelijk want geestelijken konden toch geen huwelijksband aangaan met vrouwen. Hij vatte het plan op paus Pius IX te doden, doch liet het plan varen wegens geldtekort om naar Rome te reizen. Zijn doelwit werd vervolgens de aartsbisschop van Parijs Sibour. 
Hij koos als gelegenheid voor de moord 3 januari 1857. Verger nam van zijn schrijftafel de briefopener mee: dit was een navaja of Spaans zakmes. Sibour kwam die dag in de kerk Saint-Etienne-du-Mont een mis lezen voor de heilige Genoveva, patroonheilige van Parijs. De kerk zat vol met gelovigen omwille van dit event. Na de kerkdienst praatte de aartsbisschop na met twee geestelijken. Verger maakte zich los van een groepje gelovigen, stormde op de prelaat af, duwde de twee mannen opzij en plofte het mes in de borstkas van Sibour. Verger schreeuwde ‘weg met godinnen’ of, volgens andere getuigen, ‘weg met de godin’. Op zijn soutane was een papier bevestigd met de volgende parafrase van een bijbeltekst: Ik had honger en ze hebben me niet te eten gegeven; ik had kou en ze hebben me niet gekleed. De bloedende aartsbisschop werd bij zijn kleed tot in de sacristie gesleept. Hij stierf onmiddellijk nadien. 
De politie kwam enkele minuten later aangelopen in de Saint-Etienne-du-Mont. Politieprefect Pietri liet Verger arresteren. Verger werd overgebracht naar de La Roquette-gevangenissen van Parijs; hier zaten onder meer de ter dood veroordeelden. Het proces volgde nog diezelfde maand. Verger verklaarde dat hij niets persoonlijks tegen de aartsbisschop had doch hem zag als een luitenant van paus Pius IX met zijn kwalijk dogma. Een medicus onderzocht Verger in de gevangenis; deze besloot dat Verger mentaal gevaarlijk was. Verger werd ter dood veroordeeld. Tot een biechtvader die hem in de gevangenis bezocht de avond voor zijn terechtstelling, riep Verger dat hij niets meer met de Roomse Kerk te maken wou hebben, alleen met Jezus. 
Verger stierf onder de guillotine op 30 januari 1857 in de gevangenis, zonder publiek.